# Friends with Kids
Pour plus de détails, voir Fiche technique et Distribution.
Friends with Kids, ou Amis et Parents au Québec, est un film américain écrit et réalisé par Jennifer Westfeldt, présenté en avant-première au Festival international du film de Toronto le 9 septembre 2011, puis sorti en salles le 9 mars 2012 aux États-Unis.
Distribué par Lionsgate aux États-Unis et Metropolitan Filmexport en France, Friends with Kids est un film indépendant mettant une distribution d'ensemble en vedette, avec Adam Scott, Jennifer Westfeldt, Jon Hamm, Kristen Wiig, Maya Rudolph, Chris O'Dowd, Edward Burns et Megan Fox dans les rôles principaux. 
Le film se déroule dans un cercle de six amis (deux couples et deux célibataires), où les 2 derniers décident de faire un enfant mais sans s'engager l'un envers l'autre sur le plan amoureux.
Dès sa sortie en salles, Friends with Kids a rencontré un accueil critique favorable, toutefois modéré, et n'a pas rencontré le succès commercial escompté, avec seulement 12,1 millions de dollars de recettes au box-office mondial, pour un budget de 10 millions de dollars.

## Synopsis
Jason Fryman et Julie Keller, respectivement cadre dans la publicité et conseillère en investissement de bienfaisance, sont deux amis de longue date vivant dans le même immeuble à Manhattan. Bien qu'ayant chacun une vie sentimentale de leur côté, ils sont les amis de deux couples mariés sans enfants : Leslie et Alex, qui forment une union sereine, et Missy et Ben, qui sont libidineux. Mais durant les quatre années suivantes, les deux couples ont eu chacun un enfant et leurs mariages respectifs commencent à en souffrir. Après la fête d'anniversaire de Jason, qui se révèle un désastre, celui-ci et Julie se disent qu'ils seraient mieux d'avoir un enfant d'abord et de rencontrer ensuite la personne qu'ils voudraient épouser.
Après plus de discussion, ils décident de faire un enfant ensemble sans s'engager l'un envers l'autre sentimentalement. Bien que leurs amis prédisent que cette idée sera une catastrophe, Julie et Jason s'adaptent à leur nouvelle relation avec leur fils Joe beaucoup mieux qu'ils ne l'avaient imaginé.
Cependant, leur relation stable commence à patiner lorsque Jason débute une histoire sentimentale avec Mary Jane, une jeune danseuse de Broadway. Par la suite, Julie sort avec Kurt, un entrepreneur divorcé et également papa. Mary Jane ne veut pas d'enfants, tandis que Kurt attend que sa relation avec Julie soit sérieuse pour lui présenter ses enfants. Avec leurs conjoints respectifs, ils sont conviés à un voyage à skis dans le Vermont avec Leslie, Alex, Ben et Missy, ainsi que leurs enfants. La réunion amicale tourne mal dès l'arrivée, notamment en raison de tensions entre Ben et Missy, accentuées par l'état d'ébriété de Ben, qui attaque Jason au sujet de sa relation inhabituelle avec Julie. Mais Jason se défend de façon passionnée et éloquente à propos de leur situation.
Après le Vermont, Missy et Ben se séparent. Peu de temps après, lors de l'anniversaire de Julie, environ dix-huit mois après la naissance de Joe, Jason est surpris de découvrir qu'il est l'unique invité : Julie lui annonce que Kurt veut lui présenter ses enfants, mais qu'elle a réalisé qu'elle était amoureuse de lui, qui, avec Joe, constitue sa famille. Mais la jeune femme voit ses sentiments brisés lorsque ce dernier lui annonce qu'il n'a jamais eu de sentiments amoureux envers elle et que Mary Jane vient s'installer avec lui. Le cœur brisé, elle quitte son appartement pour une maison à Brooklyn, afin de mettre un peu d'espace entre elle et Jason. Plusieurs mois plus tard, les divergences entre Mary Jane et Jason au sujet des enfants ont eu raison de leur couple et ils se séparent. Jason se retrouve de nouveau célibataire, tout comme son amie Julie.
Quelque temps plus tard, dans un bar, Jason retrouve Ben, après s'être réconciliés. Il lui avoue avoir des sentiments envers Julie mais explique que leurs répartitions désordonnées ont joué sur ces sentiments impossibles. Mais Ben n'est pas d'accord, soulignant la différence entre le couple qu'il formait avec Missy, basé sur le sexe, et la relation entre Julie et Jason, fondée sur une amitié durable.
À l'approche de l'anniversaire de Julie, tout en laissant Joe, âgé de deux ans et demi, à sa mère, Jason lui offre un album de photos consacré à eux trois. Jason dit à la jeune femme qu'il est amoureux d'elle depuis des années, mais il ne l'avait jamais réalisé jusqu'à maintenant. Le changement soudain de ce dernier met Julie mal à l'aise, mais ils finissent par se retrouver dans le même lit pour la première fois afin de coucher ensemble, hormis pour la conception de Joe.

## Fiche technique
- Titre français et original : Friends with Kids[N 1]
- Titre québécois : Amis et Parents
- Réalisation et scénario : Jennifer Westfeldt
- Musique : Marcelo Zarvos (en)
- Décors : Ray Kluga
- Costumes : Melissa Bruning
- Photographie : William Rexler
- Montage : Tara Timpone
- Production : Joshua Astrachan (en), Riza Aziz, Lucy Barzun Donnelly (en), Jon Hamm, Jake Kasdan, Joey McFarland et Jennifer Westfeldt ; Kathryn Dean (coproductrice)
  - Production exécutive : Joe Gatta, Mike Nichols et John Sloss (en)
- Sociétés de production : Locomotive, Points West Pictures et Red Granite Pictures
- Sociétés de distribution :  Lionsgate; Roadside Attractions •  Metropolitan FilmExport[5]
- Pays d'origine :  États-Unis
- Langue originale : anglais
- Format : couleur - 1,85:1 — son Dolby Digital
- Genre : comédie
- Budget : 10 000 000 $US[4]
- Durée : 107 minutes
- Dates de sortie :
  - États-Unis : 9 mars 2012[6] (sortie limitée) ; 16 mars 2012 (sortie nationale)
  - Canada : 9 mars 2012[6] (sortie limitée)
  - Australie : 26 avril 2012
  - France: 1er août 2012[5]
- Classification : R (Restricted) aux États-Unis[N 2], Tous publics en France[N 3] et 13 + au Québec[N 4],[7]

## Distribution
- Adam Scott (V. F. : Alexandre Gillet ; V.Q. : Jean-François Beaupré) : Jason Fryman[8]
- Jennifer Westfeldt (V. F. : Juliette Degenne ; V.Q. : Catherine Proulx-Lemay) : Julie Keller[8]
- Kristen Wiig (V. F. : Marie-Laure Dougnac ; V.Q. : Viviane Pacal) : Missy[8]
- Jon Hamm (V. F. : Bruno Dubernat ; V.Q. : Patrick Chouinard) : Ben[8]
- Maya Rudolph (V. F. : Déborah Perret ; V.Q. : Julie Beauchemin) : Leslie
- Chris O'Dowd (V.F. : Raphaël Cohen ; V.Q. : Tristan Harvey) : Alex
- Edward Burns (V. F. : Thierry Ragueneau ; V.Q. : Benoît Gouin) : Kurt
- Megan Fox (V. F. : Kelly Marot ; V.Q. : Nadia Paradis) : Mary Jane[8]

Sources et légendes : Version française (V. F.) sur RS Doublage et Version québécoise (V. Q.) sur Doublage.qc.ca

## Production
Avec Friends with Kids, l'actrice Jennifer Westfeldt signe ici son premier film en tant que réalisatrice, pour lequel elle officie également comme scénariste, productrice et actrice principale. Son compagnon, l'acteur Jon Hamm a accepté de jouer un rôle secondaire et de produire le film. L'idée du film est venue quand Westfeldt et Hamm se sont rendu compte que leurs amis, qui fondaient des familles, étaient moins disponibles pour eux, chose que ne nie pas l'acteur Adam Scott, également membre de la distribution et ami de Westfeldt, qui a admis que les suspicions du couple n'étaient pas sans fondement, alors que lui et son épouse étaient devenus les « pires amis de Jen et Jon parce que nous étions tellement occupés,». Elle a été encouragée à aller de l'avant avec son idée après une lecture informelle du scénario qui a eu lieu à son domicile et celui de Hamm à la fin 2010. Le film réunit quatre acteurs du film Mes meilleures amies, qui a rencontré un énorme succès : Kristen Wiig, Maya Rudolph, Chris O'Dowd et Jon Hamm.
Il était prévu que Hamm soit en vedette dans le film, mais dans un rôle où il ne serait pas jumelé avec sa compagne dans la vie réelle. Toutefois, il restait quelques mois à Hamm entre le tournage de la quatrième saison de Mad Men et le moment où il reprendrait le tournage pour la cinquième saison de la série pour réussir à se préparer et à tourner Friends with Kids. Selon l'un des producteurs, les ressources nécessaires pour la production étaient faciles à trouver : « L'algorithme impossible est d'aligner le casting, le calendrier et l'argent de telle façon que vous arrivez à faire le film », dit le coproducteur Joshua Astrachan, ajoutant que « c'est justement jamais aussi simple que de monter un film indépendant ».
Le tournage a duré plus de quatre semaines et s'est déroulé à New York, de décembre 2010 à début 2011. En raison de son implication dans le Saturday Night Live, Kristen Wiig tourna la plupart de ses scènes le dimanche. Avec un budget de moins de 10 millions de dollars, Friends with Kids fut produit par Red Granite Pictures, Points West Pictures et Locomotive. Riza Aziz et Joey McFarland, dirigeants de Red Granite Films, ont entièrement financé le film et l'ont distribué internationalement avec une branche de Red Granite, dirigé par Danny Dimbort et Christian Mercuri,.

### Présentation du film
La première du film a eu lieu au Festival international du film de Toronto le 9 septembre 2011,. Le 21 septembre 2011, Lionsgate a annoncé avoir acquis les droits de distribution du film.

## Accueil

### Accueil critique
Friends with Kids a rencontré un accueil critique favorable, mais toutefois modéré, dans les pays anglophones. Si le site Rotten Tomatoes lui attribue 67 % d'avis favorables, sur la base de 136 commentaires collectés et une note moyenne de 6.5⁄10, le site Metacritic lui attribue le score de 55⁄100, sur la base de 34 commentaires à majorité mitigés. En France, les critiques se révèlent mitigées, voire négatives, puisque le site Allociné lui donne une note moyenne de 2.2⁄5, basée sur douze titres de presse.
Le film a également rencontré un succès mitigé de la part du public, puisque le site Internet Movie Database lui attribue une note moyenne de 6.1⁄10, sur la base de 19 645 utilisateurs, dont une majorité de 26,1 % lui ayant attribué une note moyenne de 6⁄10, soit 5 130 votes, tandis que le site Allociné lui attribue une note moyenne de 2.6⁄5, basé sur 502 notes dont 95 critiques.

### Box-office
| Pays ou région | Box-office     | Date d'arrêt du box-office | Nombre de semaines |
| -------------- | -------------- | -------------------------- | ------------------ |
| Mondial        | 12 186 625 $   | 5 août 2012                | 21                 |
| États-Unis     | 7 251 073 $    | 14 juin 2012               | 14                 |
| France         | 77 168 entrées | 22 août 2012               | 3                  |

Sorti, dans un premier temps de façon limité, aux États-Unis dans 369 salles, Friends with Kids occupe la treizième place du box-office avec 2 019 083 $, pour une moyenne de 5 472 $ par salle, pour son premier week-end d'exploitation et 2 729 982 $, pour une moyenne de 7 398 $ par salle, pour sa première semaine, en tenant la quatorzième position du box-office. La semaine suivante, connaissant une sortie plus large sur le territoire américain, avec 271 salles ajoutées, le film occupe la treizième place des meilleures recettes en totalisant 1 966 699 $, soit un cumul de 4 696 681 $ et une moyenne de 3 073 $, dont 1 454 561 $ en second week-end, pour un cumul de 4 184 543 $ et une moyenne de 2 273 $ par salle. Finalement, le film totalise 7 251 073 $ en quatorze semaines à l'affiche. À l'étranger, le long-métrage remporte 4,9 millions de dollars de recettes, portant le total du box-office mondial à 12 186 625 $ de recettes.
En France, le film totalise 77 168 entrées, pour une distribution maximale sur 220 salles, après un démarrage à la 10e place du box-office avec 65 517 entrées.
En comparaison, Mes meilleures amies, réunissant quatre des acteurs principaux de Friends with Kids, tourné avec un budget plus important (32,5 millions de $), a totalisé 289 263 136 $ de recettes au box-office mondial, dont 169 106 725 $ rien qu'aux États-Unis  et avait totalisé 557 712 entrées en France.

## Sortie vidéo
Aux États-Unis, Friends with Kids est sorti en DVD et Blu-ray le 17 juillet 2012 . Ils contiennent le making-of, les commentaires audio de Jennifer Westfeldt, Jon Hamm et William Rexer, les scènes coupées avec commentaire audio optionnel et le bêtisier,
En France, Friends with Kids est sorti en DVD et Blu-ray le 3 décembre 2012, édité par Metropolitan Vidéo,. Le DVD comprend les commentaire audio de Jennifer Westfeldt, Jon Hamm et William Rexer, les coulisses du film, le bêtisier, « MJ assure aux jeux vidéo », la comparaison script/prises du film et les scènes coupées. Le Blu-ray contient également les mêmes bonus.